# 第二青函丸
第二青函丸（だいにせいかんまる）は、鉄道省青函航路の鉄道連絡船で、鉄道車両航送専用の車両渡船で、先に就航していた第一青函丸の改良型であった。

## 建造の経緯
貨車積載能力の大きい第一青函丸就航により、青函航路の貨車航送能力は増強されたが、それにつれて貨車航送の需要も増加していった。しかし、第一青函丸ではタービントラブルが多発し、いったん休航すると、その積載能力が大きいだけに影響は甚大であった。このため建造されたのが、第一青函丸の改良型の車両渡船第二青函丸であった。

## 概要
第一青函丸の問題点であった、ボイラー、タービンは一新され、船体にも種々の改良が加えられたが、その基本構造は変わっていなかった。

### 船体構造
車両甲板には第一青函丸と同じ方式で、軌道が4線敷設（船尾部のみ3線）され、各線の有効長も第一青函丸とほぼ同一で、ワム型貨車換算43両積載できた。
第一青函丸では、荒天時の波浪で積載貨車を損傷するという問題があったため、第二青函丸では凌波性向上のため、船体を1.2m延長して全長112.78mとし、船首楼の高さも、第一青函丸の倍、甲板室2層分相当の5.2mとし、長さも17mと大型化して、積載貨車の先頭車両のみ覆う構造とした。車両甲板舷側のブルワークの高さも、第一青函丸の1.8mから、第二青函丸では船首楼と船橋楼間では3.3mに、船橋楼と船尾楼間では2.1mに嵩上げした。
しかし、車両甲板を覆っているのは、この船首楼以外では、第一青函丸同様、船体中央部の船橋楼と後部操舵室のある船尾楼だけで、依然、車両甲板の大部分に天井はなかった。このため、降雪時の貨車積卸し作業に支障をきたす等、第一青函丸の問題点を根本的に解決できてはいなかった。
船首楼が高くなった分、前方視野確保のため、操舵室が第一青函丸に比べ1層分上がり、翔鳳丸型と同じ高さに戻った。このため、操舵室直下の端艇甲板上には甲板室が新設され、ここに船長と一等・二等・三等の各航海士居室が設けられた。この甲板室は幅7m程度で両側の端艇甲板は露天のままであったが、第一青函丸とは異なり、端艇甲板を舷側まで拡げ、各舷1本ずつの煙突はこの端艇甲板から立ち上げ、この煙突の後方に救命艇が各舷1隻ずつ懸架された。このため、第一青函丸では煙突が立ち上がり、救命艇が設置されていた遊歩甲板室両舷の露天部分は、第二青函丸では側面が開放された屋根付き遊歩廊となり、その一部舷側は煙路に占拠されていたが、前後方向の通行の妨げにはなっていなかった。遊歩甲板室には、甲板部以外の高級船員居室、無線室、高級船員食堂とその厨房等が配置され、右舷には伝馬船が救命艇と干渉しない後方寄りの屋根のない場所に1隻懸架されていた。また、高くなった船首楼の2階部分は低船首楼甲板と称し、ここを甲板部員居室にあて、船首楼1階は第一青函丸同様、普通船員用の厨房と調理人居室、洗面所・トイレに、その下、車両甲板下の第1船艙第二甲板には機関部員居室と3等客室と称した馬匹付添人室が設けられた。船底は二重底となり、第一青函丸では省略されていた船首舵が復活し、翔鳳丸型同様操舵室ならびに後部操舵室から操舵できたが、あまり使われることはなかった。船体縦強度補強のトラス構造は第一青函丸同様設置され、ヒーリングタンクも第2船艙両舷に置かれた。
第一青函丸では輸入品の蒸気タービンを採用したにもかかわらず、故障が多発したため、本船では、川崎造船所設計製造の、堅牢で取り扱い容易な川崎式衝動タービンを2台、ボイラーには小型の舶用スコッチ缶　4缶を採用した。なお本船への川崎式衝動タービン搭載は、巡洋艦衣笠に続く第2船目で、商船用としては初めての搭載であった。このタービンは第一青函丸同様、単筒タービンで、2段減速歯車を介して主軸を駆動した。

### 運航
第一青函丸は1日1往復半運航可能な性能を持ちながら、日々の貨車航送力の波動発生を避けるため、就航以来1日1往復の運航に留めていた。同じ速力で同じ貨車積載能力の第二青函丸就航により、1930年（昭和5年）10月1日から、この2隻で1日3往復の運航を受け持つことができ、運航効率は上がった。しかし、依然どちらかが休航した時の貨車航送力の波動発生問題は残った。

## 沿革
- 1930年（昭和5年）9月1日-就航
- 1935年（昭和10年）2月21日-湯の島沖で第十一永運丸（46トン）と衝突[12]
- 1943年（昭和18年）12月2日-56便運航中積載貨車より発火[13]
- 1945年（昭和20年）7月14日- 函館0時05分発の遅れ52便として青森へ航行中の5時10分、空襲警報受領と同時にアメリカ軍戦闘機の機銃攻撃を受け、船長以下十数名が負傷するも船体は無事で青森港外へ到着、補助汽船にて負傷者を上陸させた。14時30分再度の空襲警報あり、退避のため青森から出港しようとしたが、直後にアメリカ軍機来襲し、車両甲板に十数弾の爆撃を受けるもこれらは重大損傷には至らなかった。しかしその後、左舷より受けた魚雷によって船体が船橋後部より折れ、15時30分沈没した[14]。乗組員65名中21名が戦死した[15]。